# 朱古达战争
朱古达战争（Jugurthine War，公元前111年－前105年），名字来源于努米底亚国王朱古达，是罗马共和国和努米底亚王国的一场战争，这场战争使得努米底亚并入罗马。这场战争导致了后来大大影响罗马历史的盖乌斯·马略和卢基乌斯·科尔内利乌斯·苏拉两人的崛起。

## 起因
前118年，罗马在阿非利加行省的近邻、昔日和迦太基作战的盟友、努米底亚国王米西普萨去世，其子朱古达（曾在小西庇阿麾下服务并在西班牙立有战功）杀死了其同父异母兄弟希耶姆普萨尔，并将另一个同父异母兄弟阿德赫巴尔赶到了罗马。在罗马的斡旋下，双方瓜分了王国。显然，朱古达对只得到了王国的西部而感到不满，前112年，他出兵占领了整个努米底亚并杀死了当地所有来自意大利的商人和放高利贷者。前111年，在平民派的强力要求下，元老院向朱古达宣战。

## 過程

前112-105年努米底亚及主要战役地点

战争一开始，罗马在政治上的腐败和军事上的无能被完全暴露了出来。在罗马，接收了贿赂的元老、执政官、保民官们尽力包庇纵容朱古达的肆意妄为：朱古达通过行贿执政官卢基乌斯·卡尔普尔尼乌斯·贝斯蒂亚，曾一度与罗马达成条件非常优厚的投降协议。此举引发了一场调查。在确保人身安全的前提下，朱古达被召至罗马接受调查，他却行贿保民官，躲过了调查。不仅如此，在滞留罗马期间，他还派人暗杀了正躲在罗马的另一名努米底亚王位可能的继承人——他的堂兄。因此，朱古达被驱逐，战端再起。在前线，指挥官们屡次接受朱古达的贿赂也有意不尽力作战，因而屡次失败。
这种情况激怒了平民和骑士阶层。在部族大会上，他们一改以往执政官只在少数几个贵族家庭间传来传去的传统，第一次选举一个“新人”，当时在北非的统帅昆图斯·卡埃基利乌斯·梅特鲁斯·努米底库斯，“努米底库斯”意为“努米底亚征服者”）的副将盖乌斯·马略为前107年的执政官，并授予其在北非指挥作战的全权。
前105年，朱古达被马略的副将苏拉活捉，朱古达战争以罗马的胜利告终。